# Élections cantonales de 1913 dans la Mayenne
Les élections cantonales françaises de 1913 ont eu lieu le 3 et 10 août 1913.

## Résultats pour le conseil général

### Arrondissement de Laval

#### Canton de Chailland
|                      | Alfred Dominique * | Rép. de G. | 2499 |  |  |  |
|                      |                    |            |      |  |  |  |
| Inscrits             | Inscrits           | Inscrits   | 3702 |  |  |  |
| Votants              | Votants            | Votants    | 2758 |  |  |  |
| Exprimés             |                    |            |      |  |  |  |
| * Conseiller sortant |                    |            |      |  |  |  |

#### Canton de Laval-Est
|                      | Victor Boissel * | Rép. de G. | 2 691 |  |  |  |
|                      |                  |            |       |  |  |  |
| Inscrits             | Inscrits         | Inscrits   | 5 161 |  |  |  |
| Votants              | Votants          | Votants    | 2 966 |  |  |  |
| Exprimés             |                  |            |       |  |  |  |
| * Conseiller sortant |                  |            |       |  |  |  |

#### Canton de Laval-Ouest
| Candidats             | Candidats          | Étiquette         | Premier tour | Premier tour | Deuxième tour | Deuxième tour |
| Candidats             | Candidats          | Étiquette         | Voix         | %            | Voix          | %             |
| --------------------- | ------------------ | ----------------- | ------------ | ------------ | ------------- | ------------- |
|                       | Christian d'Elva * | Conserv. (Rallié) | 2 333        |              |               |               |
|                       | Lemaitre           | Rép. de G.        | 1 629        |              |               |               |
|                       |                    |                   |              |              |               |               |
| Inscrits              | Inscrits           | Inscrits          | 5 402        |              |               |               |
| Votants               | Votants            | Votants           | 4 020        |              |               |               |
| Exprimés              |                    |                   |              |              |               |               |
| * Conseiller sortant. |                    |                   |              |              |               |               |

#### Canton de Loiron
|                      | Louis Tréton de Vaujuas-Langan * | Conserv. | 2637 |  |  |  |
|                      |                                  |          |      |  |  |  |
| Inscrits             | Inscrits                         | Inscrits | 4079 |  |  |  |
| Votants              | Votants                          | Votants  | 2957 |  |  |  |
| Exprimés             |                                  |          |      |  |  |  |
| * Conseiller sortant |                                  |          |      |  |  |  |

### Arrondissement de Château-Gontier

#### Canton de Cossé-le-Vivien
|                      | Jules-Marie Richard * | Conserv.   | 1422 |  |  |  |
|                      | Maurice Nupied        | Rép. de G. | 1127 |  |  |  |
|                      |                       |            |      |  |  |  |
| Inscrits             | Inscrits              | Inscrits   | 2988 |  |  |  |
| Votants              | Votants               | Votants    | 2564 |  |  |  |
| Exprimés             |                       |            |      |  |  |  |
| * Conseiller sortant |                       |            |      |  |  |  |

#### Canton de Craon
|                      | Dr Auguste Morillon * | Conserv. | 2192 |  |  |  |
|                      |                       |          |      |  |  |  |
| Inscrits             | Inscrits              | Inscrits | 3502 |  |  |  |
| Votants              | Votants               | Votants  | 2598 |  |  |  |
| Exprimés             |                       |          |      |  |  |  |
| * Conseiller sortant |                       |          |      |  |  |  |

#### Canton de Saint-Aignan-sur-Roë
| Candidats            | Candidats                             | Étiquette | Premier tour | Premier tour | Deuxième tour | Deuxième tour |
| Candidats            | Candidats                             | Étiquette | Voix         | %            | Voix          | %             |
| -------------------- | ------------------------------------- | --------- | ------------ | ------------ | ------------- | ------------- |
|                      | Comte René-Joseph-Victor du Boberil * | Conserv.  | 1 527        |              |               |               |
|                      | Pavis                                 | Rad. Soc. | 1 264        |              |               |               |
|                      |                                       |           |              |              |               |               |
| Inscrits             | Inscrits                              | Inscrits  | 3475         |              |               |               |
| Votants              | Votants                               | Votants   | 2823         |              |               |               |
| Exprimés             |                                       |           |              |              |               |               |
| * Conseiller sortant |                                       |           |              |              |               |               |

### Arrondissement de Mayenne

#### Canton de Gorron
|                      | Charles Daniel * | Indépendant Nationaliste | 2221 |  |  |  |
|                      |                  |                          |      |  |  |  |
| Inscrits             | Inscrits         | Inscrits                 | 3435 |  |  |  |
| Votants              | Votants          | Votants                  | 2452 |  |  |  |
| Exprimés             |                  |                          |      |  |  |  |
| * Conseiller sortant |                  |                          |      |  |  |  |

#### Canton d'Ambrières-les-Vallées
|                       | Jules Lebrun                            | Rad. Ind. | 1254 |  |  |  |
|                       | "Louis" Marie-Jean Trippier de Lagrange | Conserv.  | 739  |  |  |  |
|                       |                                         |           |      |  |  |  |
| Inscrits              | Inscrits                                | Inscrits  | 2938 |  |  |  |
| Votants               | Votants                                 | Votants   | 2053 |  |  |  |
| Exprimés              |                                         |           |      |  |  |  |
| * Conseiller sortant. |                                         |           |      |  |  |  |

#### Canton de Mayenne-Est
|                      | César Léon Chabrun * | Conserv. | 2 380 |  |  |  |
|                      |                      |          |       |  |  |  |
| Inscrits             | Inscrits             | Inscrits | 3579  |  |  |  |
| Votants              | Votants              | Votants  | 2454  |  |  |  |
| Exprimés             |                      |          |       |  |  |  |
| * Conseiller sortant |                      |          |       |  |  |  |

#### Canton de Mayenne-Ouest
|                       | Georges Denis * | Rép. de G. | 2 371 |  |  |  |
|                       |                 |            |       |  |  |  |
| Inscrits              | Inscrits        | Inscrits   | 3502  |  |  |  |
| Votants               | Votants         | Votants    | 2412  |  |  |  |
| Exprimés              |                 |            |       |  |  |  |
| * Conseiller sortant. |                 |            |       |  |  |  |

#### Canton de Landivy
|                      | Édouard-Félix Taillandier * | Rép. de G. | 2374 |  |  |  |
|                      |                             |            |      |  |  |  |
| Inscrits             |                             |            |      |  |  |  |
| Votants              | Votants                     | Votants    | 3238 |  |  |  |
| Exprimés             |                             |            |      |  |  |  |
| * Conseiller sortant |                             |            |      |  |  |  |

#### Canton d'Ernée
|                      | Constant Martin * | Rad. Soc. | 2 118 |  |  |  |
|                      |                   |           |       |  |  |  |
| Inscrits             |                   |           |       |  |  |  |
| Votants              | Votants           | Votants   | 2882  |  |  |  |
| Exprimés             |                   |           |       |  |  |  |
| * Conseiller sortant |                   |           |       |  |  |  |

## Élection partielle durant le mandat
Il y a eu une élection partielle durant ce mandat à la suite du décès du Comte René-Joseph-Victor du Boberil.
| Candidat et parti politique | Candidat et parti politique | Candidat et parti politique | Premier tour | Premier tour | Second tour | Second tour |
| Candidat et parti politique | Candidat et parti politique | Candidat et parti politique | Voix         | %            | Voix        | %           |
| --------------------------- | --------------------------- | --------------------------- | ------------ | ------------ | ----------- | ----------- |
|                             | Dr Victor Jallot            | Progressistes               | 1483         |              |             |             |
|                             | Pavis                       | Rad. ind.                   | 1353         |              |             |             |
|                             |                             |                             |              |              |             |             |
| Inscrits                    | Inscrits                    | Inscrits                    | 3413         |              |             |             |
| Abstentions                 |                             |                             |              |              |             |             |
| Votants                     | Votants                     | Votants                     | 2 889        |              |             |             |
| Blancs et nuls              |                             |                             |              |              |             |             |
| Exprimés                    |                             |                             |              |              |             |             |

## Sources
- La Mayenne, 5 août 1913